# Liparetrus tatakus
Liparetrus tatakus är en skalbaggsart som beskrevs av Britton 1980. Liparetrus tatakus ingår i släktet Liparetrus och familjen Melolonthidae. Inga underarter finns listade i Catalogue of Life.